# Islam Batran
Islam Mohamed Mousa Al Batran (arabisch إسلام البطران, DMG Islām al-Baṭrān; * 1. Oktober 1994 in Hebron) ist ein palästinensischer Fußballspieler.

## Karriere

### Verein
Islam Batran stand von 2012 bis Juni 2013 bei Shabab Yatta in Yatta unter Vertrag. Am 1. Juli 2013 wechselte er zum in Hebron beheimateten Ahli Al-Khaleel. Dort gewann er in den folgenden Jahren zweimal den nationalen Pokal. Am 1. Juli 2016 ging er weiter nach Ägypten, wo er einen Einjahresvertrag beim Wadi Degla SC unterschrieb. Nach einer Saison verließ er den Verein aus Kairo und kehrte zu seinem vorherigen Verein Ahli Al-Khaleel zurück. Der jordanische Verein Al-Jazeera SC aus Amman nahm ihn im Juli 2018 unter Vertrag. 2020 spielte er für die jordanischen Vereine Sahab SC und Al-Hussein SC. Im Januar 2021 nahm ihn der Hilal Al-Quds Club aus Ostjerusalem bis Mitte 2022 unter Vertrag. Im Juli 2022 ging er nach Thailand, wo er einen Vertrag beim Erstligisten Nongbua Pitchaya FC unterschrieb. Am Ende der Saison 2022/23 musste er mit Nongbua als Tabellenvorletzter den Weg in die Zweitklassigkeit antreten. Nach 23 Ligaspielen wurde sein Vertrag im Sommer 2023 nicht verlängert.

### Nationalmannschaft
Am 5. Oktober 2016 gab Batran sein Debüt für die A-Nationalmannschaft von Palästina in einem Testspiel gegen Tadschikistan (3:3). Mit der Auswahl nahm er 2019 an der Westasienmeisterschaft teil und traf dort bei der 1:2-Niederlage im Gruppenspiel gegen den Irak. Bis zum Juni 2021 absolvierte der Stürmer insgesamt 22 Partien und erzielte dabei vier Treffer.

## Erfolge
- Palästinensischer Pokalsieger: 2015, 2016